# همسر شیطان
همسر شیطان (انگلیسی: Satan's Wife) با نام اصلی سایه‌ای در سایه (ایتالیایی: Un'ombra nell'ombra) یک فیلم ترسناک ایتالیایی است که در سال ۱۹۷۹ منتشر شد.

## گزیدهٔ بازیگران
- آن هیوود
- والنتینا کورتزه
- جان فیلیپ لا
- فرانک فینلی
- ماریسا مل
- ایرنه پاپاس
- پائولا تدسکو
- لارا وندل
- ایان بانن
- کارمن روسو
- پاتریتسیا وبلی
- سونیا ویویانی
- دیرچه فوناری
- سوفیا دیونیزیو
- مارینا دائونیا